# Knut Nordahl
Knut Erik Alexander Nordahl (13. ledna 1920 Hörnefors — 28. října 1984 Föllinge) byl švédský fotbalista, hrající na postu obránce nebo záložníka. Stal se olympijským vítězem v roku 1948.
Pocházel z pětice bratrů ze severošvédské vesnice Hörneforsu, kteří všichni hráli fotbal: Bertil a Gunnar byli rovněž v mužstvu olympijských vítězů, nejmladší dvojčata Gösta a Göran působila jen na ligové úrovni.
S klubem IFK Norrköping se stal pětkrát mistrem Švédska (1943, 1945, 1946, 1947 a 1948) a dvakrát vítězem poháru (1943 a 1945). V roce 1949 obdržel jako třetí z bratrů v řadě cenu pro nejlepšího švédského hráče roku Guldbollen. Zatímco Bertil a Gunnar odešli po olympiádě do profesionální italské Serie A a byli tak vyřazeni z reprezentace, kde se vyžadoval amatérský status, Knut nastoupil na mistrovství světa ve fotbale 1950, na kterém odehrál tři zápasy a skončil se svým týmem na třetím místě. Po šampionátu odešel do italského AS Řím, kterému spolu s krajanem Stigem Sundqvistem pomohl roku 1952 k návratu do nejvyšší soutěže.